# Ghostbusters: Frozen Empire
Ghostbusters: Frozen Empire ist eine US-amerikanische Science-Fiction-Fantasy-Filmkomödie und Fortsetzung von Ghostbusters: Legacy (2021). Gil Kenan übernahm die Regie, nach einem Drehbuch von ihm und Jason Reitman. Der Film kam am 21. März 2024 in die deutschen und einen Tag später in die US-amerikanischen Kinos.

## Handlung
Callie Spengler, ihr Freund Gary Grooberson, ihre Kinder Trevor und Phoebe sowie die engen Freunde Lucky Domingo und Podcast ziehen von Summerville nach New York City. Dort wollen sie die ehemaligen Geisterjäger Winston Zeddemore und Ray Stantz bei der Wiederherstellung der alten Ghostbusters-Zentrale unterstützen. Nach der Gefangennahme eines Geistes in „Hell’s Kitchen“ wird die Gruppe vom neuen Bürgermeister Walter Peck mit der Auflösung bedroht. Bei Walter Peck handelt es sich nämlich um einen langjährigen Gegner der Ghostbusters, der immer noch sauer über die Demütigungen von 1984 ist. Das Übernatürliche hält er nach wie vor für Humbug. Um ihn zu besänftigen, zieht Callie ihre Tochter Phoebe bis zu ihrer Volljährigkeit von weiteren Feldarbeiten ab. Phoebe wiederum ist darüber verärgert.
Um mit ihren Gefühlen umzugehen, spielt sie in einem nahegelegenen Park gegen sich selbst Schach. Das Spiel übernimmt aber ein jugendlicher Geist namens Melody, die einst zusammen mit ihrer Familie bei einem Brand ums Leben kam. Sie freunden sich an. Melody besitzt eine Streichholzschachtel mit einem einzigen Streichholz, das nie wirklich verwendet werden kann. Unterdessen sammeln Ray und Podcast verschiedene verfluchte Objekte zur Untersuchung ein. Sie werden von einem Mann namens Nadeem Razmaadi besucht. Er verkauft ihnen eine Kugel, die sich im Besitz seiner verstorbenen Großmutter befand und die Ray als besonders ungewöhnlich auffällt. Als er einen Test der „PKE“-Werte durchführt, setzt er ungewollt eine psychische Ladung frei, die die Ecto-Containment-Einheit im Hauptquartier der Ghostbusters-Feuerwache beschädigt. Diese ist durch die große Menge der in den vergangenen Jahrzehnten gefangenen Geister gefährlich nahe an ihre Kapazitätsgrenzen gelangt. Winston bringt die Kugel später zur weiteren Untersuchung in sein privates paranormales Forschungszentrum, welches von seinem Mitarbeiter Dr. Lars Pinfield geleitet wird. Mit einem experimentellen Extraktionsgerät, das spirituelle Energie nutzbar machen soll, kann Pinfield nichts aus der Kugel extrahieren.
Um mehr zu erfahren, begleitet er Trevor und Lucky zu Nadeem, der verrät, dass die Kugel von seiner Großmutter in einer mit Messing ausgekleideten Kammer versteckt wurde. Der zur Hilfe geholte Peter Venkman erfährt später, dass Nadeem latente pyrokinetische Kräfte besitzt, aber nicht in der Lage ist, diese zu kontrollieren. Unterdessen besucht Ray in Begleitung von Phoebe und Podcast Dr. Hubert Wartzki, einen Forschungsbibliothekar an der New York Public Library, um mehr über die Kugel zu erfahren. Wartzki enthüllt, dass die Kugel von einer Gruppe von Zauberern namens „Feuermeister“ entworfen wurde, um Garraka einzusperren. Garraka ist ein dämonischer Gott, der die Welt mit einer Armee von Geistern erobern wollte. Dabei ernährte er sich von negativen Emotionen, um die Temperaturen auf den absoluten Nullpunkt zu senken. Sie erfahren, dass Nadeems Großmutter ein Nachkomme eben dieser Gruppe „Feuermeister“ war. Im Juli 1904 sah sich die Gruppe gezwungen, durch ein Ritual, das versehentlich von Mitgliedern der Manhattan Adventurers’ Society durchgeführt wurde, Garraka daran zu hindern, der Kugel zu entkommen. New Yorker Feuerwehrleute fanden später alle anderen Teilnehmer erfroren vor. Szenen dieses Geschehnisses bilden den Auftakt des Films.
Dass die Kugel von ihr eingesperrt wurde, ist darauf zurückzuführen, dass Garraka sowohl von Messing als auch durch Feuer angreifbar ist. Als das Trio versucht, einen Geist davon abzuhalten, eine Audioaufnahme des Rituals des Clubs aus der Bibliothek zu stehlen, nutzt Peck Phoebes Beteiligung sofort aus, um die Ghostbusters erneut und endlich auszuschalten. Phoebe ist darüber verärgert und rennt von zu Hause weg. Daraufhin nimmt sie Melody zu Winstons Forschungszentrum mit und gibt sich mit seiner Extraktionsausrüstung zwei Minuten lang als Geist aus, damit die beiden physisch miteinander interagieren können. Melody verrät jedoch, dass sie heimlich mit Garraka zusammengearbeitet hat. Dieser bot ihr den Übergang ins Jenseits als Belohnung an. Garraka taucht auf und zwingt Phoebe, den rituellen Gesang zu rezitieren, entkommt dadurch und friert die Stadt ein. Als die Ghostbusters erkennen, dass er die Geister in der Eindämmungseinheit der Ghostbusters-Zentrale befreien will, versammeln sie sich, nebst der ebenfalls zurückgekehrten Janine Melnitz, um ihr Hauptquartier zu verteidigen. Unterstützt werden sie dabei von Nadeem, der die Messingrüstung seiner Großmutter anlegt und versucht, seine Kräfte zu meistern. Trotz aller Bemühungen überwältigt Garraka sie und zerstört die Eindämmungseinheit, so dass alle sich darin befindlichen Geister entkommen können.
Phoebe konfiguriert ihr Protonenpaket mit einer messingähnlichen Legierung, um es zu stärken. Melody leistet nach dem Verrat durch Garraka Wiedergutmachung, indem sie Nadeem dabei hilft, seine Kräfte einzusetzen und Garrakas Kräfte zu schwächen. Ray fängt den Gott schließlich ein, indem er die zerstörte Eindämmungseinheit in eine riesige Geisterfalle umfunktioniert. Melody versöhnt sich mit Phoebe, bevor sie ins Jenseits aufbricht, um sich endlich mit ihrer Familie zu vereinen. Während die Stadt auftaut, werden die Ghostbusters als Helden gefeiert, und Peck ist durch den Druck der Öffentlichkeit gezwungen, das Team nun zu unterstützen und Phoebe wieder einzusetzen. Die Ghostbusters sind darüber erfreut und beginnen mit der Verfolgung der entkommenen Geister in ganz New York City.

## Produktion
Nach Ghostbusters – Die Geisterjäger (1984) und Ghostbusters II (1989) steckte ein dritter Film jahrzehntelang in der Entwicklungshölle fest. Die Neuverfilmung Ghostbusters (2016) floppte, sodass Ghostbusters: Legacy (2021) wieder in der ursprünglichen Zeitleiste spielte. Aufgrund des Erfolgs in den Kinos und im Heimkino-Bereich bestätigte Sony Pictures im April 2022 die Arbeit an einer Filmfortsetzung. Diese werde wieder in New York City spielen. Die Dreharbeiten begannen am 20. März 2023 in den Warner Bros. Studios Leavesden und dauerten bis zum 23. Juni 2023. Eine Second Unit drehte in New York City. Der Arbeitstitel lautete Firehouse bzw. Hell’s Kitchen.
Die Darsteller des vorherigen Films, einschließlich Paul Rudd und Carrie Coon, wurden wieder verpflichtet. Im März 2023 wurden zudem Kumail Nanjiani, Patton Oswalt, James Acaster und Emily Alyn Lind als Darsteller bekanntgegeben. Sigourney Weaver bekam keine Anfrage, da der Raum bzw. erzählerische Zweck fehlte. Rick Moranis hatte eine Rückkehr als Louis Tully abgelehnt. Während der Dreharbeiten wurde William Atherton gesichtet.
Der Kinostart war ursprünglich für den 20. Dezember 2023 geplant, wurde aber wegen des SAG-AFTRA-Streiks auf den 29. März 2024 verschoben. Am 8. November 2023 wurde ein Teaser-Trailer veröffentlicht. Im Dezember 2023 fanden Nachdrehs in Atlanta statt. Um von den amerikanischen Frühlingsferien zu profitieren, zog man den US-Kinostart um eine Woche auf den 22. März 2024 vor.
Der erste Trailer wurde am 29. Januar 2024 veröffentlicht und der finale Trailer am 1. März 2024. Der Film feierte am 14. März 2024 in New York City seine Weltpremiere.
Variety bezifferte das Budget auf 100 Millionen US-Dollar. Der Film müsste über 200 Millionen US-Dollar an den Kinokassen einspielen, um erfolgreich zu sein.

## Synchronisation
Die deutschsprachige Synchronisation entstand erneut bei Iyuno Germany nach einem Dialogbuch von Tobias Neumann und unter der Dialogregie von Elisabeth von Molo. Mit Philine Peters-Arnolds als Stimme von Annie Potts kehrte die einzige Sprecherin aus allen drei vorherigen Filmen zurück. Thomas Nero Wolff und Bernd Egger übernahmen als stimmähnliche Sprecher wie im Vorgänger jeweils die Vertonung von Bill Murray und Dan Aykroyd. Die Rollen von Ernie Hudson und William Atherton mussten hingegen neubesetzt werden, verpflichtet wurden jeweils Klaus-Dieter Klebsch und Douglas Welbat.
| Rolle               | Schauspieler           | Synchronsprecher       |
| ------------------- | ---------------------- | ---------------------- |
| Gary Grooberson     | Paul Rudd              | Norman Matt            |
| Callie Spengler     | Carrie Coon            | Anna Carlsson          |
| Trevor Spengler     | Finn Wolfhard          | Oliver Szerkus         |
| Phoebe Spengler     | Mckenna Grace          | Valentina Bonalana     |
| Nadeem Razmaadi     | Kumail Nanjiani        | Sebastian Schulz       |
| Dr. Hubert Wartzki  | Patton Oswalt          | Hans Hohlbein          |
| Lucky Domingo       | Celeste O’Connor       | Daniela Molina         |
| Podcast             | Logan Kim              | Theodor Genschow       |
| Lars Pinfield       | James Acaster          | Jens Hartwig           |
| Melody              | Emily Alyn Lind        | Samina König           |
| Prof. Peter Venkman | Bill Murray            | Thomas Nero Wolff      |
| Dr. Ray Stantz      | Dan Aykroyd            | Bernd Egger            |
| Winston Zeddemore   | Ernie Hudson           | Klaus-Dieter Klebsch   |
| Janine Melnitz      | Annie Potts            | Philine Peters-Arnolds |
| Walter Peck         | William Atherton       | Douglas Welbat         |
| Garraka             | (Ian Whyte, Gil Kenan) | Gedeon Burkhard        |

## Rezeption

### Kritiken
Auf Metacritic erhielt Ghostbusters: Frozen Empire 46 von 100 Punkten, basierend auf 50 Kritikerstimmen, was auf gemischte oder durchschnittliche Rezensionen hinweist („Mixed or Average“). Bei Rotten Tomatoes konnte der Film 43 % der 286 Kritiker überzeugen und wurde mit durchschnittlich 5,2 von 10 Punkten bewertet. Das dortige Fazit lautete: „Ghostbusters: Frozen Empire bietet Fans des Originals ein gewisses Maß an nostalgischem Spaß, aber eine überfüllte Besetzung und ein überraschend ernster Ton verhindern, dass diese Fortsetzung wirklich Funken schlägt.“ Die Nutzerstimmen fielen mit 83 % Zustimmung deutlich positiver aus. Dem Film wurde Queerbaiting vorgeworfen, weil Phoebes möglicherweise romantische Beziehung zu Melody unklar bleibt.

„Für Fans ein Muss, aber nicht mehr so geistreich wie früher.“

„„Frozen Empire“ hat genug Schneid, Lacher und Charme, um die meisten Zuschauer zu unterhalten.“

„„Frozen Empire“ ist eine launige Fortsetzung von „Ghostbusters: Legacy“, die mit seiner charmant-gruseligen Geisterwelt Fans der Originale sicherlich zufriedenstellen dürfte. Dennoch steht die schiere Zahl an Figuren und dementsprechend auch an Handlungssträngen einem wirklich runden Filmerlebnis im Weg.“

### Einspielergebnis
Ghostbusters: Frozen Empire konnte das US-Startwochenende mit 45,2 Millionen US-Dollar eröffnen und erreichte damit Platz 1 der Kinocharts. Zudem brachte er das Ghostbusters-Franchise über die 1-Milliarde-Dollar-Marke. In Deutschland stieg der Film mit etwa 165.000 verkauften Karten auf Platz 3 der Kinocharts ein.
Nach dem Start von Godzilla × Kong: The New Empire brachen die US-Einnahmen in der zweiten Woche um 65 % ein. In der vierten Woche überschritten die weltweiten Einnahmen die Marke von 150 Millionen US-Dollar. Die inländischen Einnahmen blieben mit 100 Millionen US-Dollar in der fünften Woche hinter den Erwartungen zurück.
In der zehnten Woche wurde mit 200 Millionen US-Dollar weltweit ein letzter Meilenstein erreicht.
Bis zum 4. Juli 2024 verzeichnete Ghostbusters: Frozen Empire ein weltweites Einspielergebnis von etwa 201,8 Millionen US-Dollar, wovon 113,4 Millionen US-Dollar in den Vereinigten Staaten und Kanada eingespielt wurden. In Deutschland wurden 584.314 Kinobesucher gezählt.

### Auszeichnungen
Nickelodeon Kids’ Choice Awards 2024
- Nominierung als Bester Film
- Nominierung als Bester Schauspieler (Paul Rudd)

## Medien
Ghostbusters: Frozen Empire ist am 7. Mai 2024 als digitaler Download erschienen. Er erreichte die Spitze der Streaming-Charts auf ITunes, Fandango at Home und Netflix (10,2 Millionen Aufrufe in der ersten Woche).

## Zukunft
Gil Kenan und Jason Reitman hätten Ideen für weitere Geschichten über die Familie Spengler und die Mini-Pufts, wie in der Mid-Credit-Szene angedeutet. Zudem könnten Sigourney Weaver, ihr Filmsohn und Vigo aus Ghostbusters II zurückkehren. Da Ghostbusters: Frozen Empire weniger eingespielt hat als seine Vorgänger, gilt eine Fortsetzung als unsicher. Eine Animationsserie für Netflix befindet sich bereits in der Entwicklung.